# John Brown & Company
John Brown & Company (Sheffield and Clydebank) Limited foi uma empresa escocesa de engenharia naval e construção naval. Em seus muitos anos de operação construiu importantes navios transatlânticos e navios de guerra como o RMS Lusitania, RMS Aquitania, RMS Queen Mary, RMS Queen Elizabeth e HMS Duke of York.

## História
Os irmãos James e George Thomson fundaram a empresa de engenharia e construção naval J&G Thomsone na sequência a Clyde Bank Foundry em Anderston em 1847 e a Clyde Bank Iron Shipyard em Cessnock, Govan, em 1851. O primeiro navio da empresa foi o Jackal lançado em 1852 e o Jura para a Cunard Line em 1854. Durante a Guerra Civil dos Estados Unidos, forneceram navios para as forças confederadas.

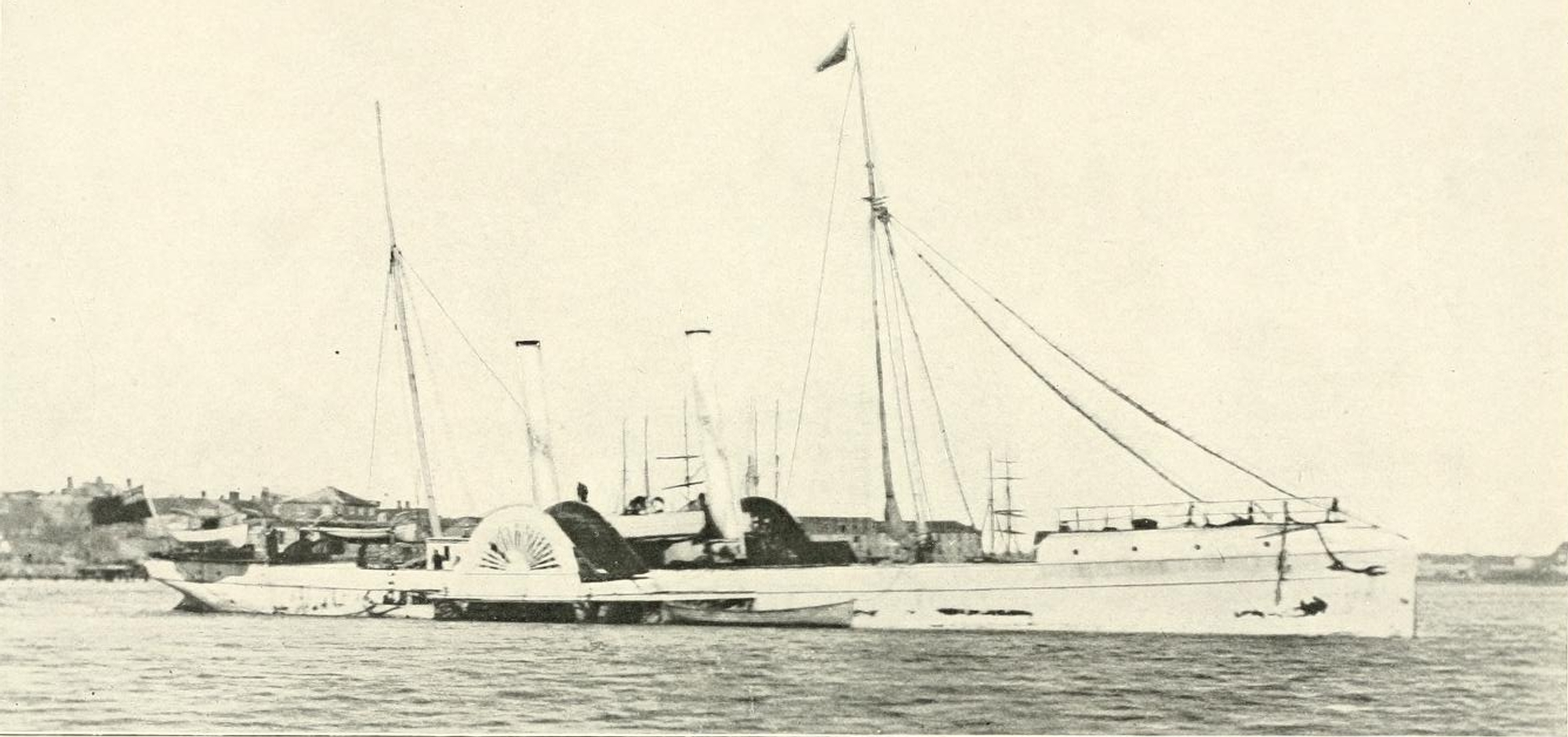
CSS Robert E. Lee navio dos Estados Confederados da América.

Após a morte dos fundadores a empresa passou para os filhos do irmão mais novo George, James Rodger Thomson e George Paul Thomson. O estaleiro foi desapropriado pela pela Clyde Navigation Trust para a construção de um novo cais no local. A empresa deslocou as suas atividades para novo estaleiro em Clyde Bank rio abaixo, perto da vila de Dalmuir, em 1871, na confluência do afluente River Cart com o rio Clyde, na Ilha Newshot. O local permitia o lançamento de navios de grande porte. O rápido crescimento do estaleiro e das empresas suprimentos, além d  construção de moradias para os trabalhadores, resultou na formação de uma nova cidade que leva o nome do estaleiro que lhe deu origem Clydebank.
Na primeira metade do século XX foi uma das empresas de construção naval mais conceituadas e internacionalmente famosas do mundo.

## Navios

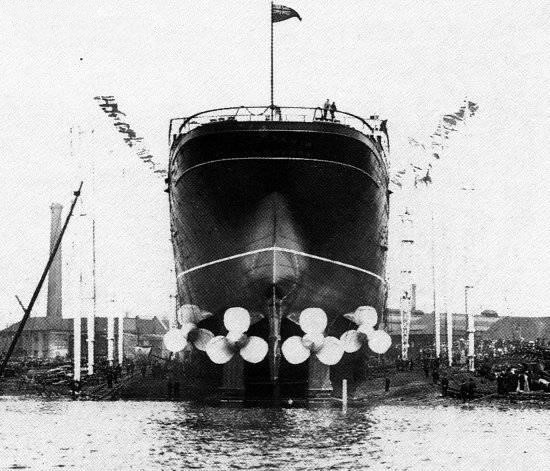
O Lusitania em construção.

Entre as centenas de navios construídos pelo estaleiro destacam-se:
- SS City of New York, 1888
- Asahi, 1899
- RMS Carmania, 1905
- RMS Lusitania, 1906
- RMS Aquitania, 1913
- HMS Tiger, 1913
- HMS Repulse, 1916
- HMAS Australia, 1927
- RMS Queen Mary, 1934
- RMS Queen Elizabeth, 1938
- HMS Duke of York, 1940
- Queen Elizabeth 2, 1967